# ري ماتسوبارا
ري ماتسوبارا (باليابانية: 松原梨恵؛ بالكانا: まつばら りえ) هي لاعبة جمباز إيقاعي يابانية، ولدت في 21 أكتوبر 1993 في غيفو في اليابان.

## وصلات خارجية
- ري ماتسوبارا على موقع الاتحاد الدولي للجمباز (licence) (الإنجليزية)
- ري ماتسوبارا على موقع الاتحاد الدولي للجمباز (biography) (الإنجليزية)
- ري ماتسوبارا على موقع اللجنة الأولمبية الدولية (الإنجليزية)
- ري ماتسوبارا على موقع أوليمبيديا (الإنجليزية)